# Syndroom van Klippel-Trénaunay
Het syndroom van Klippel-Trénaunay of KTS is een aangeboren, over het algemeen niet erfelijke, zeldzame aandoening waarbij een combinatie van de volgende afwijkingen voorkomt:
- spataderen of uitgezette aderen
- wijnvlekken
- Afwijkende groei van weke delen of botten (meestal groter dan normaal)

Vaak is de ziekte tot een ledemaat beperkt maar er kunnen meer lichaamsdelen aangetast zijn. Ook inwendige organen zoals de darmen en de baarmoeder kunnen aangetast zijn. De diagnose kan gesteld worden als minstens twee van de bovengenoemde symptomen aanwezig zijn in dezelfde extremiteit.
Het syndroom van Klippel-Trénaunay is voor het eerst in 1900 beschreven door de Franse artsen Maurice Klippel en Paul Trénaunay. Zij noemden de aandoening naevus vasculosus osteohypertrophicus. In 1907 beschreef de Engelse arts Frederic Parkes Weber een patiënt met kenmerken van het syndroom van Klippel-Trénaunay. Hij noemde het hemangiectatic hypertrophy. Tegenwoordig wordt de ziekte officieel angio-osteohypertrofiesyndroom genoemd.

## Ontstaan
De oorzaak van de aandoening is onbekend. Enkele theorieën zijn;
- Afwijkingen in het sympathische zenuwstelsel waardoor verwijding van microscopisch kleine arterioveneuze anastomosen ontstaat.
- Obstructie van diepe aderen waardoor belemmering van veneuze afvloed van bloed waardoor weer veneuze hypertensie (te hoge bloeddruk in het adersysteem) ontstaat.
- Het blijven voortbestaan van foetale microscopisch kleine arterioveneuze anastomosen.

De ziekte heeft geen voorkeur voor mannen of vrouwen, ook is er geen verhoogd voorkomen bij bepaalde rassen

## Symptomen
- meestal is slechts een ledemaat aangedaan al zijn er ook patiënten beschreven met meerdere aangetaste extremiteiten.
- de benen zijn het meest aangedaan gevolgd door armen, de romp en zelden hoofd of hals.
- de ernst van de aandoening kan tussen patiënten zeer wisselen. Waarschijnlijk zijn er (vooral bij lichte gevallen) patiënten die niet weten dat ze de aandoening hebben. Geen twee patiënten zijn gelijk.
- Wijnvlekken
  - meestal een duidelijke rechte grens die het midden van de patiënt niet overschrijdt
  - de wijnvlek zit vaak aan de buitenkant van een extremiteit
  - meestal is er sprake van een naevus flammeus (wijnvlek) soms ook caverneus type of lymfangioom
  - meestal zijn ze beperkt tot de huid soms kan onderhuids weefsel, spier en bot ook meedoen
  - andere organen die aangetast kunnen zijn: longvlies, milt, lever, urineblaas, dikke darm. Als inwendige organen zijn aangetast kan dit aanleiding zijn voor inwendige bloedingen.
  - indien de wijnvlek groot genoeg is, kan ze leiden tot een bloedingsstoornis (syndroom van Kasabach-Merritt) door het wegvangen van bloedplaatjes.
- Spataderen
  - de klippel-trénaunayvene is een grote oppervlakkige ader die aan de buitenkant van het been loopt. Ze begint bij de voet en eindigt bij de bilregio en is al vanaf de geboorte zichtbaar. Andere spataderen worden pas duidelijk als patiënt gaat lopen.
  - ze zijn vooral onder de knie, aan de buitenzijde boven de knie, soms in bekkenregio
  - vaak is er een afwezigheid van het diepe veneuze systeem
  - vaak worden de spataderen groter gedurende de zwangerschap
  - arterioveneuze fistels ontbreken meestal bij het syndroom van Klippel-Trénaunay (zijn kenmerkend voor syndroom van Parkes Weber)
- Overmatige groei van bot en weke delen
  - wordt meestal gedurende het eerste jaar duidelijker
  - een beenlengteverschil tot 12 cm is beschreven
  - soms is het aangedane been juist korter
- Andere geassocieerde bevindingen die niet direct tot het syndroom behoren
  - lymfevatverstopping
  - spina bifida
  - hypospadie
  - afwijkingen in aantallen vingers / tenen
  - overmatig zweten
  - overmatige haargroei
  - gevoelsstoornissen huid
  - botontkalking aangedane botten
  - chronische veneuze insufficiëntie
  - bruine verkleuring van de huid door veneuze obstructie
  - slechte wondgenezing
  - zweervorming
  - trombosebeen
  - longembolie

## Aanvullend onderzoek
- in veel gevallen is een vraaggesprek met patiënt of ouders en een lichamelijk onderzoek voldoende voor het stellen van de diagnose.
- een röntgenonderzoek van de bloedvaten met contrastvloeistof kan helpen arterioveneuze fistels op te sporen
- MRI onderzoek is in staat hypertrofie van uitwendig niet zichtbare weke delen waar te nemen en kan ook helpen vaatafwijkingen te vinden
- echo-onderzoek is bruikbaar bij onderzoek van het veneuze systeem
- door middel van onder andere CT-scans kan men de groei van de extremiteiten nauwkeurig vervolgen (maar met een centimeter ook).
- prenatale diagnose (bij toeval) is gerapporteerd
- bij afwijkingen van het perineum of de buikwand is het van belang MRI van buik te doen om vaatafwijkingen in de inwendige organen aan te tonen of uit te sluiten

## Behandeling
De ziekte kan niet genezen worden. Ze kan ook niet voorkomen worden. Prenatale diagnostiek is niet mogelijk. Wel is behandeling mogelijk van de symptomen.
- Therapeutische elastische kousen voor de spataderen. Wegspuiten van de spataderen kan vaak niet in verband met afwijkingen aan het diepe veneuze systeem.
- Wijnvlekken kunnen gecamoufleerd worden of met lasertherapie worden behandeld. Ze verdwijnen niet spontaan.Dit is ook niet in alle gevallen mogelijk.
- Bij beenlengte verschil kan men denken aan orthopedische correcties. In verband met de vaatafwijkingen is operatieve therapie vaak niet mogelijk.
- In verband met verhoogde tromboseneiging wordt de pil bij patiënten met syndroom van Klippel-Trénaunay afgeraden.
- Verwijderen van hypertrofisch weefsel wordt in het algemeen afgeraden
- Radiotherapie is wel beschreven voor behandeling van wijnvlekken (obsoleet).

## Complicaties
- wijnvlekken kunnen aanleiding geven tot huidnecrose, zweervorming, bloeding, huidinfectie.
- complicaties van spataderen zijn: gevoelsstoornis, veneuze zweren, longembolie, ontstoken spataderen, bruinverkleuring van de huid, bloeding en eczeem.
- beenlengteverschil kan leiden tot bekkenscheefstand en rugklachten. Men kan dit oplossen door een simpele steunzool.

## Erfelijkheid
De kans op overerving is minder dan 1%. Voor klinisch genetici is er dan ook geen reden om kinderwens bij klippel-trénaunaypatiënten te ontraden. Bij vrouwelijke patiënten is het overigens wel raadzaam om te controleren op inwendige vaatafwijkingen (vooral van de baarmoeder).

## Verwante aandoeningen
- Proteus-syndroom
- Syndroom van Sturge-Weber
- Syndroom van Servelle-Martorell
- Syndroom van Lohuizen
- Syndroom van Parkes Weber

## Trivia
- Casey Martin is een professionele golfspeler met het syndroom van Klippel-Trénaunay. Hij mag tijdens toernooien een golfkarretje gebruiken in verband met loopproblemen.